# Gerald Gardner
Gerald Gardner, también conocido por su nombre wiccano Scire (13 de junio de 1884 - 12 de febrero de 1964), fue un arqueólogo, escritor ocultista, antropólogo aficionado y brujo practicante británico, quien publicó algunos textos claves para el desarrollo de la religión neopagana denominada Wicca. Gran coleccionista de grimorios y libros antiguos de magia. Descubrió claves y simbología mágica antigua, gracias a esos conocimientos y la colaboración de la sacerdotisa Patricia Crowther, sacó a la luz las runas wiccanas o brujas.

## Vida
Gerald Gardner nació en Crosby, cerca de Liverpool, Inglaterra en una familia acomodada quienes dejaron a su servicio a Josephine "Com" McCombie (1878-1968), una niñera irlandesa 6 años mayor que él. Gardner tenía tres hermanos. El negocio familiar se llamaba Joseph Gardner & Sons, la más antigua y grande importadora de maderas nobles. Gardner sufría de asma y su niñera le sugirió que tomara el clima más cálido del continente. Finalmente ambos se fueron a Asia, donde Gardner vivió gran parte de su juventud adulta.
Comenzando en 1908 fue un plantador de caucho, primero en Borneo y luego en Malasia. Después de 1923 trabajó como inspector gubernamental en el servicio postal en Malasia. En 1936, a la edad de 52 años, se retiró a Inglaterra. Publicó "Keris and other Malay Weapons" (1936), basado en su investigación de las armas y prácticas mágicas del sureste asiático.

Aparentemente bajo consejo médico, adoptó el naturismo a su regreso a Inglaterra. También desarrolló un gran interés en el ocultismo. Los que le conocieron en el moderno movimiento de la Wicca o brujería recuerdan que fue un firme creyente en los beneficios terapéuticos de los baños de sol.

Símbolo del dios Astado.

Gardner publicó dos trabajos de ficción: "A Goddess Arrives" (Una Diosa llega) (1939) y "High Magic's Aid" (La Ayuda de la Alta Magia) (1949). Estos fueron seguidos por los ensayos "Witchcraft Today" (Brujería Hoy) (1954) y "The Meaning of Witchcraft" (El Significado de la Brujería) (1959).

Símbolo de la diosa.

Gardner estuvo viviendo con una mujer llamada Donna, quien fue su fiel compañía por treinta y tres años durante los cuales nunca tomó parte en el arte de la brujería o las actividades de Gardner en ella. 
En su madurez, Gardner se obsesionó con un libro de códigos extraños. Aseguraba que él poseía solo una copia, ya que el original se encontraba oculto al extremo sur del planeta, en una cadena de montañas (posiblemente los Andes), aunque decía no saber dónde.
En 1964, después de sufrir un ataque al corazón, Gardner murió a bordo de una embarcación a la hora de la comida, mientras se dirigía hacia el Líbano. La  única persona que fue a su funeral fue el capitán del barco. Fue sepultado en un Puerto de Túnez.

## Origen de la Wicca
Gerald Gardner afirmaba haber sido iniciado en 1939, en una tradición religiosa de la brujería que pudo haber sido una continuación del paganismo europeo. Doreen Valiente, una de las sacerdotisas de Gardner, más tarde identificó a la mujer que inició a Gardner como Dorothy Clutterbuck en A Witches' Bible (La Biblia de las brujas), de Janet y Stewart Farrar. Ronald Hutton argumentó en su libro Triumph of the Moon (Triunfo de la Luna) que la tradición Wicca de Gardner fue más la inspiración de miembros de una orden rosacruz y especialmente de una mujer llamada por el nombre mágico de "Dafo". 

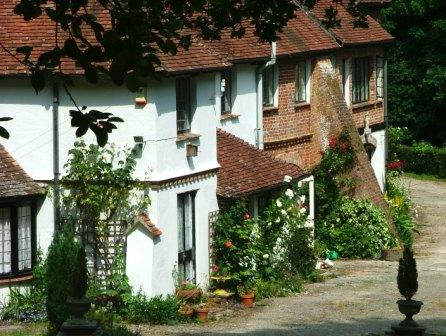
Latimers en Highcliffe, supuestamente este fue el lugar donde Gerald Gardner se inició en el arte de la brujería.

El Dr. Leo Ruickbie en su Witchcraft Out of the Shadows (Brujería fuera de las sombras), analizó cierta evidencia y concluyó que Aleister Crowley desempeñó un papel crucial en la inspiración de Gardner para establecer la nueva religión pagana. Ruickbie, Hutton y otros argumentaron que mucho de lo que ha sido publicado sobre la Wicca gardneriana, como las prácticas de Gardner que vinieron a ser conocidas, fueron escritas por Doreen Valiente, Aleister Crowley y también contiene préstamos de otras fuentes identificables. 
Sin embargo, parece que Aleister Crowley influyó intencionalmente. Quien dio a conocer la Wicca o su fundador, Gerald Gardner, era un iniciado de la Ordo Templi Orientis bajo Crowley, y el material usado en el ritual de iniciación de Gardner en el tercer grado de la Wicca fue copiado directamente de la "Misa gnóstica" de Crowley, escrita en 1913.

## Origen del nombre de la Wicca
En sus dos libros sobre el tema, Gerald Gardner, se refería a los practicantes de la brujería como "Wica". El nombre de Gardner rápidamente fue reemplazado por el uso de "Wicca", con doble "c", mientras que la forma original de Gardner pudo ser fácilmente pronunciada de las dos maneras "wicca" o "waica". 
Con toda probabilidad Gardner tomó su neologismo de la palabra "wicca" que en inglés antiguo significa "brujo". Esta palabra del inglés antiguo tiene el género gramatical masculino, lo cual significa que fue usado para referirse a hombres, no a mujeres. En el inglés antiguo la forma femenina de esa palabra era "wicce" que es "bruja". En algunos glosarios tempranos "wicca" está explicado en dos formas, en latín como "ariolus" que significa mago o adivino, mientras "wicce" está glosado como "phitonisa" que significa "poseída por Pythia".
Durante la época del inglés medio las inflexiones de los nombres del inglés antiguo -"a" masculino, -"e" femenino, fueron igualadas a una vocal no acentuada, por lo cual no había diferencias de pronunciación entre las formas femenina y masculina. Finalmente las vocales finales fueron eliminadas y así en el inglés moderno, la forma masculina es "wizard" y la femenina, "witch
Que Gardner no estaba familiarizado con la ortografía del inglés antiguo está comprobado por el hecho de que en el antiguo inglés "cc" era pronunciado como la moderna "ch" y no como "k".

## Críticas en general
Los primeros libros que escribió fueron para causa de pagar sus deudas que traía desde sus tiempos de funcionario, además, copió escritos completos de antiguos manuscritos haciéndolos propios.
Por eso muchos piensan que fundó la religión solo para solventar sus deudas y, así también, recaudar riquezas
Miembros, como la sacerdotista Lois Bourne piensan que el fundador de la wicca, Gerald Gardner (al cual conoció y fue iniciado por el), que da el nombre a la anterior corriente, era homófobo y que tenía un "profundo odio" a los homosexuales por considerar que no seguían las leyes de la naturaleza.